# Новокаменка (Северо-Казахстанская область)
Новокаменка (каз. Новокаменка) — село в Кызылжарском районе Северо-Казахстанской области Казахстана. Входит в состав Архангельского сельского округа. Код КАТО — 595033200.

## Население
В 1999 году население села составляло 994 человека (467 мужчин и 527 женщин). По данным переписи 2009 года, в селе проживало 982 человека (491 мужчина и 491 женщина).